# Liste der Einträge im National Register of Historic Places im Lubbock County
Die Liste der Registered Historic Places im Lubbock County führt alle Bauwerke und historischen Stätten im texanischen Lubbock County auf, die in das National Register of Historic Places aufgenommen wurden.

## Aktuelle Einträge
| Lfd. Nr. | Name im NRHP                                     | Bild | Datum der Eintragung | Adresse/Lage                                                         | Ort     | NRHP-ID  | Beschreibung |
| -------- | ------------------------------------------------ | ---- | -------------------- | -------------------------------------------------------------------- | ------- | -------- | ------------ |
| 1        | Cactus Theater                                   |      | 8. Mai 1998          | 1812 Buddy Holly Ave.                                                | Lubbock | 98000447 |              |
| 2        | Canyon Lakes Archeological District              |      | 26. März 1976        | Address Restricted                                                   | Lubbock | 76002049 |              |
| 3        | Carlock Building                                 |      | 28. Juli 2004        | 1001-1013 13th St.                                                   | Lubbock | 04000767 |              |
| 4        | Fort Worth and Denver South Plains Railway Depot |      | 26. Juli 1990        | 1801 Ave. G                                                          | Lubbock | 90001120 |              |
| 5        | Fred and Annie Snyder House                      |      | 28. Jan. 1992        | 2701 19th St.                                                        | Lubbock | 91002019 |              |
| 6        | Holden Properties Historic District              |      | 29. Mai 1998         | 3103, 3105, 3105A, 3105B, 3107, 3109, and 3111 20th St.              | Lubbock | 98000602 |              |
| 7        | Kress Building                                   |      | 2. Okt. 1992         | 1109 Broadway                                                        | Lubbock | 92001305 |              |
| 8        | Lubbock High School                              |      | 1. Mai 1985          | 2004 19th St.                                                        | Lubbock | 85000924 |              |
| 9        | Lubbock Lake Site                                |      | 21. Juni 1971        | Address Restricted                                                   | Lubbock | 71000948 |              |
| 10       | Lubbock Post Office and Federal Building         |      | 17. Feb. 1995        | 800 Broadway                                                         | Lubbock | 95000101 |              |
| 11       | South Overton Residential Historic District      |      | 14. März 1996        | Roughly bounded by Broadway, Ave. Q., 19th St. and University Ave.   | Lubbock | 96000276 |              |
| 12       | Texas Technological College Dairy Barn           |      | 2. Apr. 1992         | Texas Tech University campus                                         | Lubbock | 92000336 |              |
| 13       | Texas Technological College Historic District    |      | 10. Mai 1996         | Roughly bounded by 6th St., University Ave., 19th St., and Flint St. | Lubbock | 96000523 |              |
| 14       | Tubbs-Carlisle House                             |      | 2. Nov. 1990         | 602 Fulton Ave.                                                      | Lubbock | 90001719 |              |
| 15       | Warren and Myrta Bacon House                     |      | 15. Juli 1982        | 1802 Broadway                                                        | Lubbock | 82004512 |              |
| 16       | William Curry and Olive Price Holden House       |      | 5. Aug. 1994         | 3109 20th St.                                                        | Lubbock | 94000834 |              |